# Сен-Реми (Кальвадос)
Сен-Реми́ (фр. Saint-Rémy) — коммуна во Франции, находится в регионе Нижняя Нормандия. Департамент коммуны — Кальвадос. Входит в состав кантона Тюри-Аркур. Округ коммуны — Кан.
Код INSEE коммуны — 14656.

## Население
Население коммуны на 2010 год составляло 1079 человек.
| 1962 | 1968 | 1975 | 1982 | 1990 | 1999 | 2010 |
| ---- | ---- | ---- | ---- | ---- | ---- | ---- |
| 1075 | 981  | 1012 | 969  | 993  | 1066 | 1079 |

## Экономика
В 2010 году среди 673 человек трудоспособного возраста (15—64 лет) 500 были экономически активными, 173 — неактивными (показатель активности — 74,3 %, в 1999 году было 71,5 %). Из 500 активных жителей работали 423 человека (234 мужчины и 189 женщин), безработных было 77 (30 мужчин и 47 женщин). Среди 173 неактивных 44 человека были учениками или студентами, 81 — пенсионерами, 48 были неактивными по другим причинам.